# Ниђигахара холограм
Ниђигахара холограм  (јап. 虹ヶ原ホログラフ, Nijigahara Holograph) је манга коју је написао и илустровао Инио Асано. Серијализовала се у Quick Japan магазину од новембра 2003. до децембра 2005. године. Поглавља су сакупљена у један танкобон. 
У Србији, издавачка кућа Локомотива превела је мангу на српски језик 2024. године.

## Радња
Легенда каже да је Бог послао девојку у село, у близини тунела званом Ниђигихара, како би упозорила мештане да се у њему крије чудовиште. Уплашени, сељани жртвују девојку у нади да ће их то спасити од сподобе. У садашњости, иста судбина задесила је Арију Кимуру, жртву вршњачког насиља.

## Издаваштво
Мангу Ниђигахара холограм написао је и илустровао Инио Асано. Серијализовала се од 12. новембра 2003. до 10. децембра 2005. године у Quick Japan магазину. Поглавља су 25. јула 2006. сакупљена у један танкобон.
Издавачка кућа Локомотива је 1. марта 2024. године потврдила да ће српски превод манге бити објављен 4. марта.

#### Списак поглавља
| Бр.                                                  | Првобитни датум издања | Првобитни     | Датум издања на српском | на српском        |
| ---------------------------------------------------- | ---------------------- | ------------- | ----------------------- | ----------------- |
| 1                                                    | 25. јул 2006.          | 47-783-2020-4 | 4. март 2024.           | 978-86-81196-76-2 |
| \| - Пролог 1 - Пролог 2 - Поглавља 1−12 - Епилог \| |                        |               |                         |                   |
| - Пролог 1 - Пролог 2 - Поглавља 1−12 - Епилог       |                        |               |                         |                   |

## Пријем
Џејсон Томпсон (Anime News Network) је у својој рецензији манге написао да је „збуњујућа и мрачна,“ али и да се „Инио вешто користи темпом приче,“ поредивши је са филмовима Дејвида Линча. Џоана Карлсон (Carlson of Comics) сматра да манга има мрачнији тон него Асанова претходна дела, али да се као и увек фокусира на ликове. Енг Сват Тонг (The Hooded Utilitarian) је похвалила мангу, рекавши да је један од најбољих стрипова преведених у последњих пар година. Хилари Браун (Paste) поредила је причу са филмом Ефекат лептира, с тим да јој се више свиђа манга, рекавши да је „занимљива, премда често збуњујућа“. Лора Хадсон (Wired) је у својој рецензији написала да је манга „застрашујућа,“ сматрајући је хорором; и да је прича „тешка, па и окрутна, али и прелепа“. Оливер Сава (The A.V. Club) такође сматра да је прича тешка и језива до самог краја, али да је „испуњујућа, чак и без свих одговора“. Кевин Черч (Comics Alliance) је у својој рецензији написао да прича није страшна само ради шок фактора, већ да је пуна симболике и вредна читања упркос тешке тематике. Такође је похвалио Асанов цртеж, поготово експресије. Дејвиду Берију (National Post) се није свидело што Асано форсира да је све у причи повезано, али свакако сматра да је јединствена.
Ниђигахара холограм се марта 2014. године нашла на бестселер листи Њујорк Тајмса, заузимајући шесто место. Исте године номинована је за награду Diamond Gem у категорији за манге са највише продатих примерака за ту годину. Пол Гравет је сматра десетом најбољом мангом за ту годину.

## Спољашњи извори
- Ниђигахара холограм  на веб-сајту